# Камсак (село)
Камсак — село в Домбаровском районе Оренбургской области в составе Домбаровского сельсовета.

## География
Находится на расстоянии примерно 21 километра по прямой на северо-запад от районного центра посёлка Домбаровский.

## Климат
Климат резко континентальный. Зима, как правило, малоснежная, суровая, холодная. Самый холодный месяц — январь. Средняя температура января −16,5…−17 °C. Осадки за холодный период года (с ноября по март) составляют около 100 мм. Снежный покров устанавливается в середине ноября и исчезает в конце апреля. Высота снежного покрова менее 30 см. Весна развертывается интенсивно. Быстро нарастает температура и прогревается земля. Безморозный период в среднем составляет 120—135 дней. Лето жаркое, начало обычно засушливое. Средняя температура июля +21,8 °C. Максимальная температура может доходить до +42 °C. Осадки за тёплый период года (с апреля по октябрь) составляют около 100—250 мм. Осенью начинаются утренние заморозки. Понижение температур происходит неравномерно. В конце октября температура опускается ниже нуля.

## История
Поселение было основано украинскими переселенцами в 1909—1910 году. В годы коллективизации здесь был организован колхоз «Свобода» с центром в селе Домбаровка (в селе Камсак была бригада колхоза). В 1946 или в 1947 году, центральную усадьбу колхоза «Свобода» из села Домбаровка перевели в село Камсак, и колхоз с этого времени был переименован в колхоз «Новая деревня». В 1957 году колхоз «Новая деревня» стал отделением № 4 совхоза «Камышаклинский», а село Камсак стало центром отделения.

## Население
Постоянное население составляло 290 человек в 2002 году (казахи 56 %), 289 человек в 2010 году.